# Крутон
Крутон (на френски: croûton) е малко парче сух хляб (сухарче) с различна форма (ромб, пръстен, полумесец, куб и др.) Крутоните често се подправят (с лук, чесън, сладък или лютив червен пипер, сол), запържват се до златисто в масло или олио, или се запичат във фурна. Използват се за гарниране на някои ястия. С тях може да се освежават и овкусяват някои салати, те се добавят към супи, сосове за риба или се поднасят като предястие (например заедно с аперитив или към бира). За приготвянето на крутоните може да се използва както пресен, така и стар хляб.